# 孟達
孟達（？—228年），字子敬，为避刘备叔父讳而改为子度，東漢司隶右扶风平陵人，漢末三国时期人物。

## 生平
劉備入蜀时，刘璋派遣孟达和法正去迎接刘备，刘备命其驻守江陵，蜀平后为宜都太守。建安二十四年（219年），孟达从秭归北攻房陵，殺死房陵太守蒯祺（诸葛亮的姐夫），攻下房陵后继续进攻上庸，并和刘封会合于此地。关羽围樊城、襄阳时（樊城之戰），曾要求刘封和孟达派兵援助，但被刘封和孟达拒绝，关羽战败后，孟达因畏惧被治罪，再加上跟刘封不和，于是帶著部下郤揖投降曹魏。
孟达投降曹魏后，在曹丕时受到重用，为散骑常侍、建武将军，封平阳亭侯，曹丕还将房陵、上庸、西城三郡合为新城，命其擔任新城太守，委以西南之任，孟达且与桓阶和夏侯尚亲善，并曾与夏侯尚和徐晃一同攻打刘封。
曹丕死後，当时桓阶、夏侯尚都已去世，孟达因心不自安，在诸葛亮引诱下，企图歸蜀漢，孟达又与魏兴太守申仪有隙。诸葛亮为促使孟达起事，派郭模诈降，故意将孟达之事告诉申仪。司馬懿得申仪报信后，寫信安撫孟達，暗中遣軍進討。孟達得知事泄后本已决定起事，但因得司马懿信遲疑，又認為司馬氏率軍來討必定先启奏魏帝曹再作定夺，至少需要三十日方能抵達，自己届时城池必已坚固；然而當司馬懿不等魏帝命令就于八日內行軍一千二百里趕來時，完全打亂孟達的部署。後來司馬懿在十六日內破上庸，斬殺孟達（详见新城之乱）。
同时代，曹魏有個举荐涿郡太守王雄的安定太守孟达，从履历看與此孟达並不是同一人。

## 家庭
- 父：孟陀，一作孟他，官拜涼州刺史。
- 子：孟兴，为议督军，咸熙元年（264年）因蜀汉灭亡被迁徙回右扶风。
- 外甥：鄧賢，孟達叛魏皈蜀時勾結司馬懿，開城迎魏入城。

## 评价
- 刘晔：“达有苟得之心，而恃才好术，必不能感恩怀义。新城与吴、蜀接连，若有变态，为国生患。”（《三国志·魏书·程郭董刘蒋刘传第十四》）
- 劉封：「恨不用孟子度之言！」
- 费诗：“孟达小子，昔事振威不忠，后又背叛先主，反复之人，何足与书邪！”
- 司马懿：“将军昔弃刘备，讬身国家，国家委将军以疆场之任，任将军以图蜀之事，可谓心贯白日。蜀人愚智，莫不切齿于将军。诸葛亮欲相破，惟苦无路耳。模之所言，非小事也，亮岂轻之而令宣露，此殆易知耳。”
- 鱼豢：“达以延康元年率部曲四千馀家归魏。文帝时初即王位，既宿知有达，闻其来，甚悦，令贵臣有识察者往观之，还曰‘将帅之才也’，或曰‘卿相之器也’，王益钦达。达既至谯，进见闲雅，才辩过人，众莫不属目。”（《魏略》）
- 傅玄：“论者多称有乐毅之量。”（《傅子》）
- 李贽：“若傅士仁，孟达，则反国之贼也，罪不容诛矣。凡读史者，定须原情定罪，方不冤枉了人也。”（《汇评三国志演义》）
- 毛宗岗：“刘封之不发救兵，孟达实教之。然则刘封之罪，其将视孟达而未减乎？曰：是不然。达故蜀之降将，刘璋可背，则关公何不可背？我无责焉耳。”（《汇评三国志演义》）

## 艺术形象

### 三國演義
字子庆。諸葛亮發動第一次北伐時，身處魏國上庸的孟達意圖回歸蜀國，徐晃乃做為司馬懿的副將跟隨征討孟達，在城前叫陣時被孟達一箭射中額頭，回營後不治身死。

### 影视形象
- 中國中央電視台電視劇《三國演義》（1994年）：严凤岐、张楠饰演孟达
- 中国中央电视台电视剧《武圣关公》（2004年）：武洪武饰演孟达
- 中国電視劇《軍師聯盟》（2017年）：曹积强饰演孟达

### 動漫遊戲
- 《火鳳燎原》（陳某）:

## 延伸阅读
[在维基数据编辑]
 《三國志/卷40》，出自陳壽《三國志》

1. ↑  《三輔決錄》曰：平陵孟佗，盡以家財賂張讓監奴，眾奴斬焉。時賓客求見讓者，常數百乘，累日不得通焉。他後至，諸奴拜迎，徑將他車獨往入，眾謂他與讓善，爭以珍物賂佗，佗得以賂讓。
2. ↑  《三國志·郤正傳》：會天下大亂，故正父揖因留蜀。揖為將軍孟達都督，隨達降魏，為中書令史。